# Raphael Dwamena
Raphael Dwamena (12. září 1995, Nkawkaw – 11. listopadu 2023, Kavaja) byl ghanský fotbalista, útočník. 

## Fotbalová kariéra
Hrál za FC Liefering, Austrii Lustenau, FC Curych, Levante UD, Real Zaragoza, Vejle Boldklub, FC Blau-Weiß Linz a KS Egnatia. Za ghanskou fotbalovou reprezentaci nastoupil v letech 2017–2018 v 9 utkáních a dal 2 góly.
Při utkání Egnatie s KF Partizani zemřel na problémy se srdcem. Všechny akce Kategorie Superiore byli odloženy. Bylo mu 28 let.

## Ligová bilance
| Ročník                           | Zápasy | Góly | Klub           |
| -------------------------------- | ------ | ---- | -------------- |
| Švýcarská Super League‎ 2017/2018 | 32     | 9    | FC Curych      |
| Primera División‎ 2018/2019       | 12     | 0    | Levante UD     |
| 2. španělská liga 2019/2020      | 9      | 2    | Real Zaragoza  |
| 1. dánská liga 2020/2021         | 5      | 2    | Vejle Boldklub |
| 1. albánská liga 2022/2023       | 18     | 11   | KS Egnatia     |
| 1. albánská liga 2023/2024       | 11     | 9    | KS Egnatia     |
| CELKEM Primera División‎          | 12     | 0    |                |
| CELKEM Švýcarská Super League‎    | 32     | 9    |                |
| CELKEM 1. dánská liga            | 5      | 2    |                |
| CELKEM 1. albánská liga          | 29     | 20   |                |